# بریلی لوبالا
بریلی لوبالا (انگلیسی: Beryly Lubala؛ زادهٔ ۸ ژانویهٔ ۱۹۹۸) بازیکن فوتبال اهل بریتانیا است.
از باشگاه‌هایی که در آن بازی کرده است می‌توان به باشگاه فوتبال بیرمنگام سیتی و باشگاه فوتبال کراولی تاون اشاره کرد.